# Marga Sakti (Muara Kelingi)
Marga Sakti is een bestuurslaag in het regentschap Musi Rawas van de provincie Zuid-Sumatra, Indonesië. Marga Sakti telt 1481 inwoners (volkstelling 2010).